# Stockenstieg

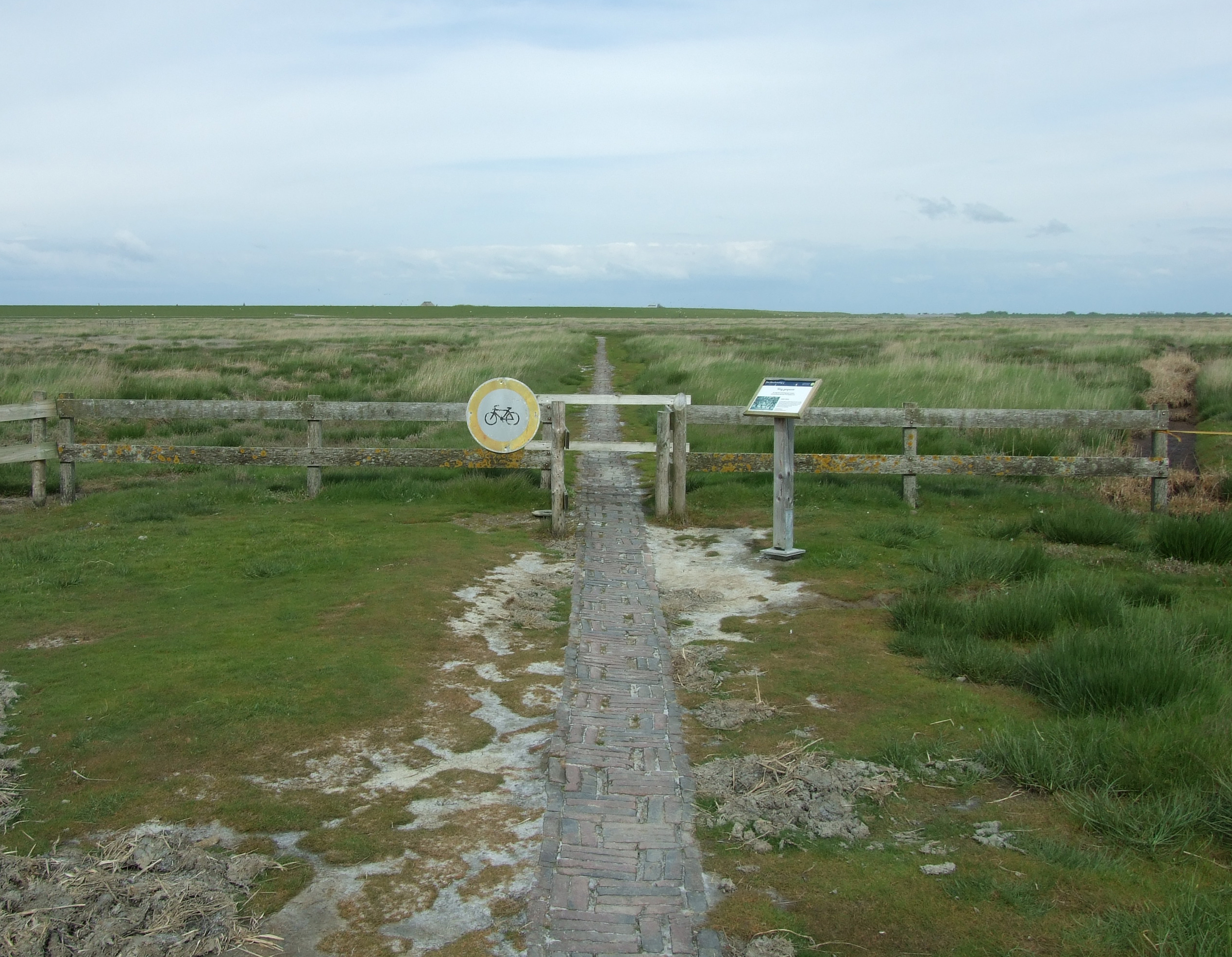
Stockenstieg Richtung Nordosten

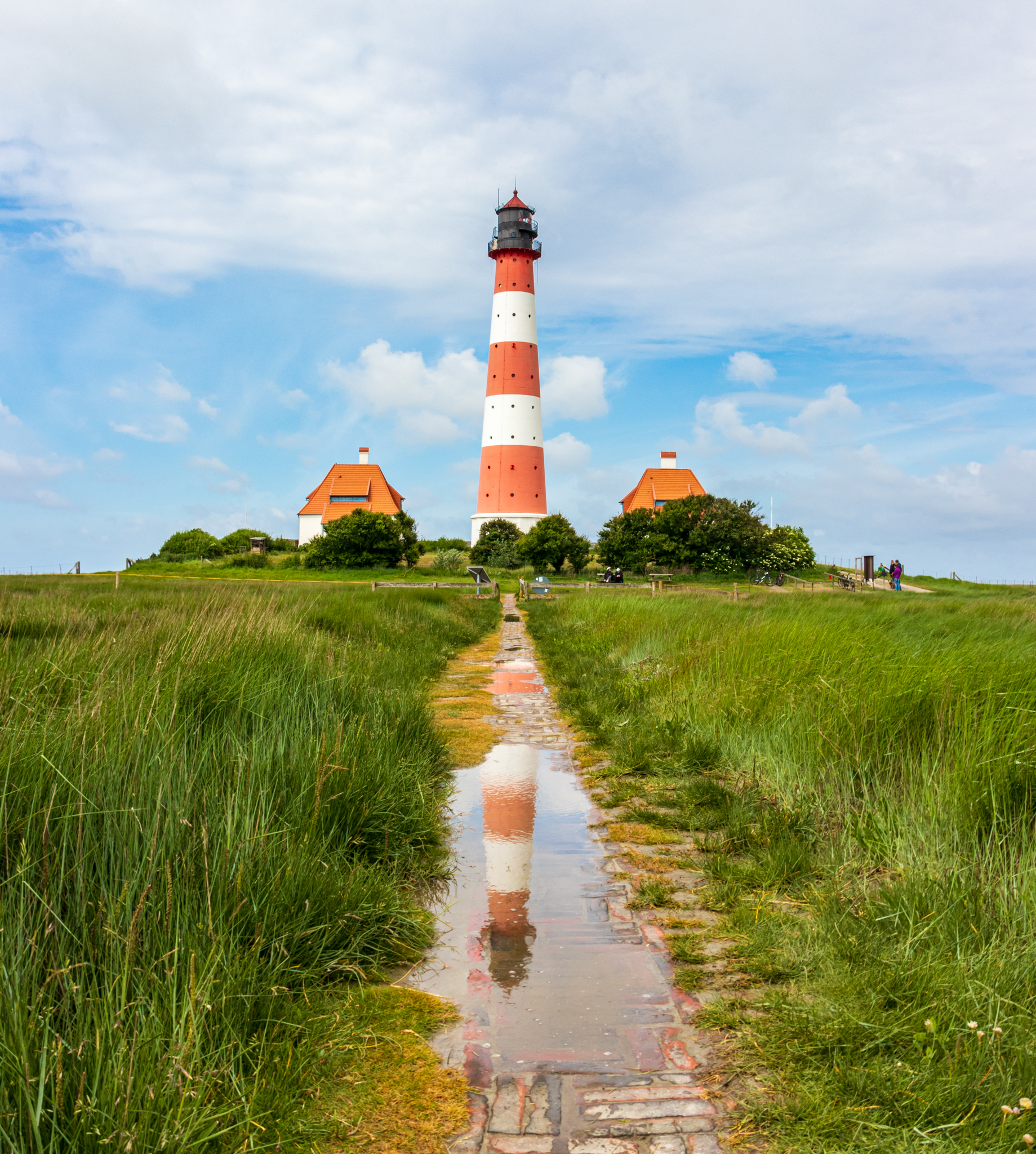
Stockenstieg Richtung Leuchtturm Westerheversand

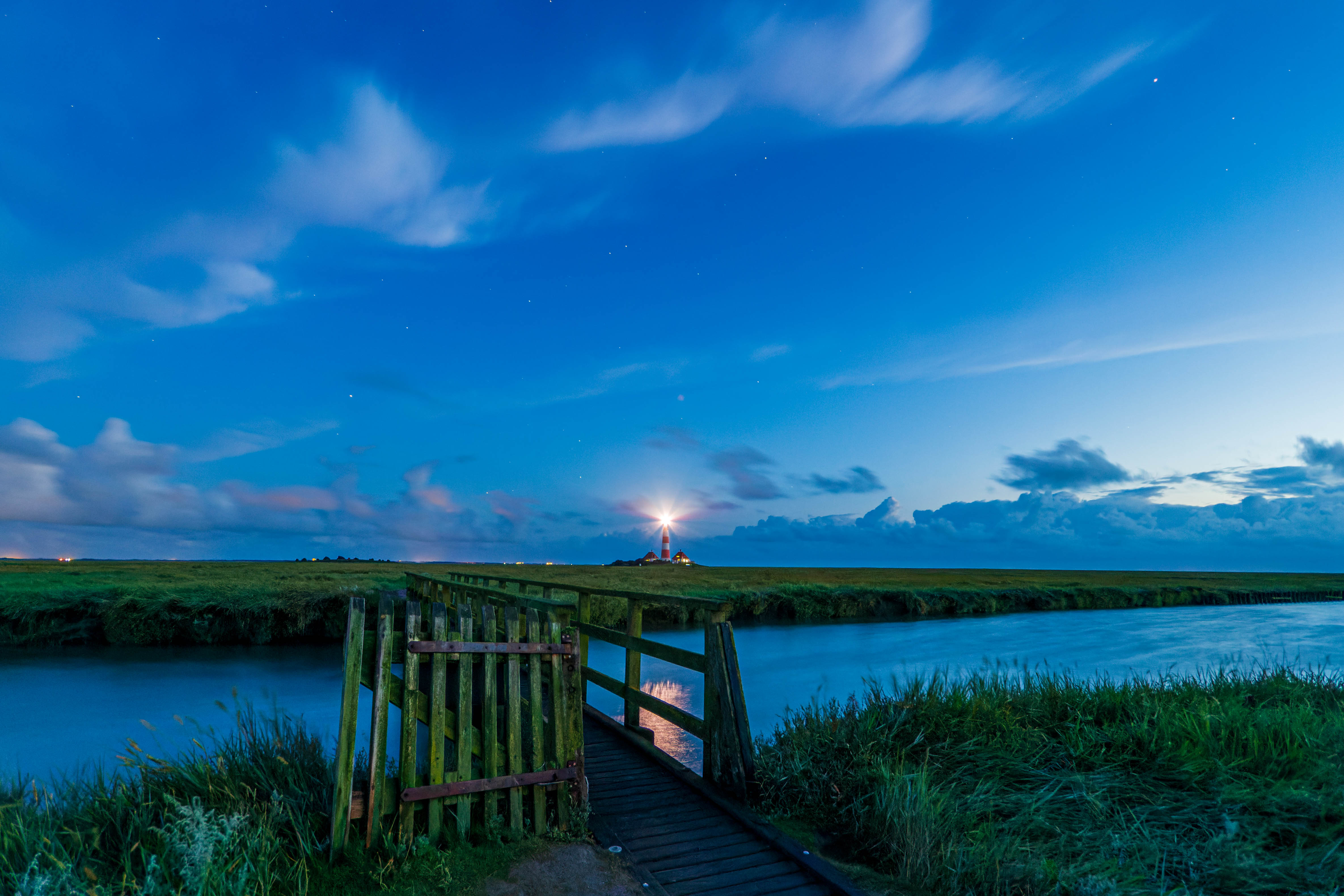
Stockenstieg und Leuchtturm zur blauen Stunde

Stockenstieg – auch Stockensteig – bezeichnet einen historischen Weg im Westen Eiderstedts. Der 45 Zentimeter breite, mit Ziegeln geklinkerte Weg führt vom Leuchtturm Westerheversand über insgesamt drei Brücken durch das Salzwiesen-Vorland zum eingedeichten Festland  und ist insgesamt rund einen Kilometer lang.

## Geschichte
Der Stockenstieg nach Westerheversand entstand 1929. Früher gab es auf der von Gräben durchzogenen Halbinsel Eiderstedt viele solcher Wege, die von den Bewohnern der Kirchspiele angelegt worden waren und den trockenen Fußmarsch zu Kirchen oder Schulen über die oft morastigen Niederungen ermöglichen sollten. Befestigte Feldwege gab es zu jener Zeit noch relativ selten. Mit dem Ausbau des Verkehrsnetzes seit der Mitte des 20. Jahrhunderts verfielen die Stiege mehr und mehr. 
Bis 1981 war der Stieg die einzige Möglichkeit, den Leuchtturm Westerheversand über einen befestigten Weg zu erreichen. Seitdem gibt es zusätzlich einen aus anderer Richtung kommenden schmalen Betonplattenweg. Der Stieg wurde als letztes existierendes Beispiel traditionellen friesischen Wegebaus 1992 in das Denkmalbuch des Landes Schleswig-Holstein eingetragen. Er ist somit ein geschütztes Kulturdenkmal und zählt zum Nationalpark Wattenmeer. 
1999 wurde der Stieg aufwendig instand gesetzt, denn er war durch zahlreiche Sturmfluten, bei denen er überschwemmt wurde, stark beschädigt. Während sich früher sogenannte „Stockrichter“ um die Pflege und Beaufsichtigung der Stiege kümmerten, setzt sich heute unter anderem ein Förderverein für den Erhalt ein.

## Wortherkunft
Das Wort „Stockenstieg“ leitet sich ab von dem friesischen Wort Stock, was so viel bedeutet wie „Brücke über Gräben“ und „Stieg“, die Bezeichnung für einen kleinen Weg.

## Tourismus
Heute ist der Stockenstieg nur von Juni bis September freigegeben. In der restlichen Zeit bleibt der Weg aus Rücksicht vor den Zugvögeln, die in den Salzwiesen Station machen, für das breite Publikum geschlossen. Der Stockenstieg darf nur in einer Richtung (vom Leuchtturm zum Deich) begangen werden, da sich aufgrund der geringen Breite zwei Personen nicht begegnen können, ohne den Weg zu verlassen. Er darf auch nicht mit Fahrrädern oder Bollerwagen befahren werden, da jedes Verlassen der schmalen befestigten Fläche die empfindliche Salzwiese schädigt. Bei stärkeren Fluten wird er überschwemmt und in Folge mitunter zeitweilig ganz gesperrt, bis er wieder trocken und sicher begehbar ist.

## Lage
- Anfang (am Leuchtturm Westerhever) 54° 22′ 24,4″ N, 8° 38′ 26,9″ O
- Ende (Leikenhusen) 54° 22′ 43″ N, 8° 38′ 56,5″ OKoordinaten: 54° 22′ 43″ N, 8° 38′ 56,5″ O